# Locmaria

Locmaria este o comună în departamentul Morbihan, Franța. În 1 ianuarie 2022 avea o populație de 973 de locuitori.